# マガリア

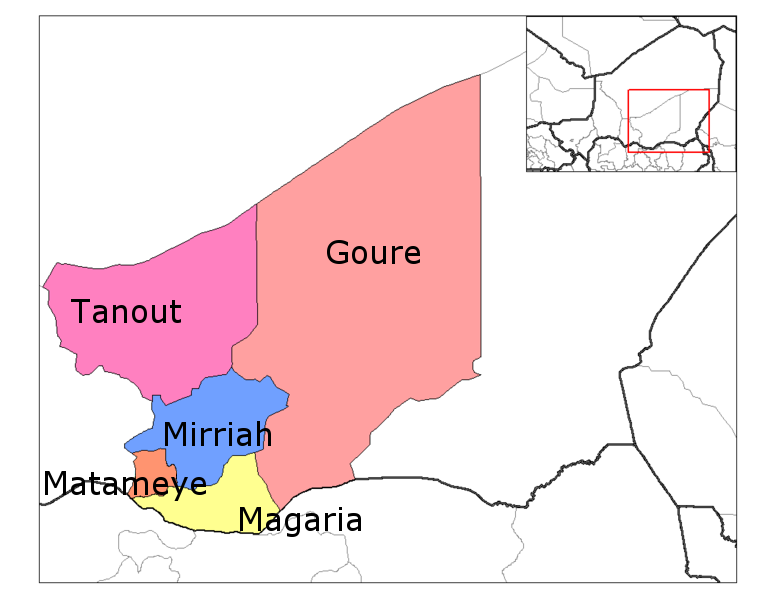
ザンデール州の県。南部の黄色の領域がマガリア県。

マガリア (Magaria) は、ニジェールのザンデール州の都市。
2011年の人口は約10.6万人。